# Manuel Crescencio Rejón International Airport
Manuel Crescencio Rejón International Airport (IATA: MID, ICAO: MMMD) tidigare  Mérida-Rejón Airport är en  internationell flygplats i Mérida i delstaten Yucatán i Mexiko. 
Flygplatsen ligger 7 kilometer söder om Méridas centrum och är bland de tio största i Mexiko. Den är också kontrollcentral för flygtrafiken över den sydöstra delen av landet, huvudsakligen trafik från mellan- och Sydamerika till USA och Kanada. Mexikos flygvapen har en bas norr om flygplatsen.